# Screen Actors Guild Award/Bestes Schauspielensemble in einer Comedyserie
Der Screen Actors Guild Award in der Kategorie Bestes Schauspielensemble in einer Comedyserie (Originalbezeichnung: Outstanding Performance by an Ensemble in a Comedy Series) ist eine der Auszeichnungen, die jährlich in den Vereinigten Staaten von der Screen Actors Guild, einer Gewerkschaft von Schauspielern, verliehen werden. Sie richtet sich an Ensemble, die eine hervorragende Leistung in einer Haupt- oder Nebenrolle in einer Comedy-Fernsehserie erbracht haben. Die Kategorie wurde 1995 ins Leben gerufen. Die Gewinner werden in einer geheimen Abstimmung durch die Vollmitglieder der Gewerkschaft ermittelt.

## Statistik
Die Kategorie Bestes Schauspielensemble in einer Comedyserie wurde zur ersten Verleihung im Februar 1995 geschaffen. Seitdem wurden an 248 verschiedene Schauspieler eine Gesamtanzahl von 388 Preisen in dieser Kategorie verliehen. Die ersten Preisträger waren Jason Alexander, Julia Louis-Dreyfus, Michael Richards und Jerry Seinfeld, die 1995 als Teil des Ensembles der NBC-Sitcom Seinfeld ausgezeichnet wurden. Die bisher letzten Preisträger waren Michael Cyril Creighton, Zach Galifianakis, Selena Gomez, Richard Kind, Eugene Levy, Eva Longoria, Steve Martin, Kumail Nanjiani, Molly Shannon und Martin Short, die 2025 als Teil des Ensembles der Hulu-Dramedy Only Murders in the Building geehrt wurden.
Älteste Gewinnerin mit 80 Jahren war 2015 die US-Amerikanerin Judith Roberts (Orange Is the New Black); ältester Gewinner mit 79 Jahren 2025 ihr Landsmann Steve Martin (Only Murders in the Building). Jüngste Gewinnerin mit vier Jahren war 2012 die US-Amerikanerin Aubrey Anderson-Emmons (Modern Family); jüngste Gewinner mit jeweils acht Jahren 2006 ihre Landsmänner Brent und Shane Kinsman (Desperate Housewives).
Älteste nominierte Schauspielerin mit 89 Jahren war 2011 die US-Amerikanerin Betty White (Hot in Cleveland); ältester nominierte Schauspieler mit 85 Jahren 2020 ihr Landsmann Alan Arkin (The Kominsky Method). Jüngste nominierte Schauspielerin mit vier Jahren war 2012 die US-Amerikanerin Aubrey Anderson-Emmons (Modern Family); jüngster nominierte Schauspieler mit fünf Jahren 2017 ihr Landsmann Jeremy Maguire (Modern Family).
| Statistik                          | Schauspieler         | Anzahl | Jahre                                                              |
| ---------------------------------- | -------------------- | ------ | ------------------------------------------------------------------ |
| Häufigste Auszeichnungen           | Julie Bowen          | 4      | 2011, 2012, 2013, 2014                                             |
|                                    | Ty Burrell           | 4      | 2011, 2012, 2013, 2014                                             |
|                                    | Jesse Tyler Ferguson | 4      | 2011, 2012, 2013, 2014                                             |
|                                    | Nolan Gould          | 4      | 2011, 2012, 2013, 2014                                             |
|                                    | Sarah Hyland         | 4      | 2011, 2012, 2013, 2014                                             |
|                                    | Ed O’Neill           | 4      | 2011, 2012, 2013, 2014                                             |
|                                    | Rico Rodriguez       | 4      | 2011, 2012, 2013, 2014                                             |
|                                    | Eric Stonestreet     | 4      | 2011, 2012, 2013, 2014                                             |
|                                    | Sofía Vergara        | 4      | 2011, 2012, 2013, 2014                                             |
|                                    | Ariel Winter         | 4      | 2011, 2012, 2013, 2014                                             |
|                                    | Julia Louis-Dreyfus  | 4      | 1995, 1997, 1998, 2018                                             |
| Häufigste Nominierungen (* = Sieg) | Jane Leeves          | 11     | 1995, 1996, 1997, 1998, 1999, 2000*, 2001, 2002, 2003, 2004, 2011  |
|                                    | Jane Krakowski       | 11     | 1998, 1999*, 2000, 2001, 2008, 2009*, 2010, 2011, 2012, 2013, 2014 |
| Häufigste Nominierungen ohne Sieg  | Kaley Cuoco          | 07     | 2012, 2013, 2014, 2015, 2016, 2017, 2021                           |

## Gewinner und Nominierte
Die unten aufgeführten Fernsehserien werden mit ihrem deutschen Ausstrahlungstitel (sofern ermittelbar) angegeben, danach folgt in Klammern in kursiver Schrift der fremdsprachige Originaltitel. Die Nennung des Originaltitels entfällt, wenn deutscher und fremdsprachiger Serientitel identisch sind. Die Gewinner stehen hervorgehoben in fetter Schrift an erster Stelle.

### 1995–2000
1995
Seinfeld

Jason Alexander, Julia Louis-Dreyfus, Michael Richards und Jerry Seinfeld
Frasier
Peri Gilpin, Kelsey Grammer, Jane Leeves, John Mahoney und David Hyde Pierce
Verrückt nach dir (Mad About You)
Helen Hunt, Leila Kenzle, Richard Kind, Lisa Kudrow, John Pankow, Anne Ramsay und Paul Reiser
Murphy Brown
Candice Bergen, Pat Corley, Faith Ford, Charles Kimbrough, Joe Regalbuto und Grant Shaud
Ausgerechnet Alaska (Northern Exposure)
Darren E. Burrows, John Corbett, Barry Corbin, John Cullum, Cynthia Geary, Elaine Miles, Rob Morrow, Peg Phillips, Teri Polo, Paul Provenza und Janine Turner
1996
Friends

Jennifer Aniston, Courteney Cox, Lisa Kudrow, Matt LeBlanc, Matthew Perry und David Schwimmer
Cybill
Christine Baranski, Dedee Pfeiffer, Alan Rosenberg, Cybill Shepherd, Alicia Witt und Tom Wopat
Frasier
Dan Butler, Peri Gilpin, Kelsey Grammer, Jane Leeves, John Mahoney und David Hyde Pierce
Verrückt nach dir (Mad About You)
Helen Hunt, Leila Kenzle, John Pankow, Anne Ramsay und Paul Reiser
Seinfeld
Jason Alexander, Julia Louis-Dreyfus, Michael Richards und Jerry Seinfeld
1997
Seinfeld

Jason Alexander, Julia Louis-Dreyfus, Michael Richards und Jerry Seinfeld
Hinterm Mond gleich links (3rd Rock from the Sun)
Jane Curtin, Joseph Gordon-Levitt, Kristen Johnston, John Lithgow und French Stewart
Frasier
Dan Butler, Peri Gilpin, Kelsey Grammer, Jane Leeves, John Mahoney und David Hyde Pierce
Verrückt nach dir (Mad About You)
Helen Hunt, Leila Kenzle, John Pankow, Anne Ramsay und Paul Reiser
Remember WENN
Tom Beckett, Carolee Carmello, George Hall, Margaret Hall, John Bedford Lloyd, Melinda Mullins, Christopher Murney, Amanda Naughton, Hugh O’Gorman, Kevin O’Rourke, Dina Spybey und Mary Stout
1998
Seinfeld

Jason Alexander, Julia Louis-Dreyfus, Michael Richards und Jerry Seinfeld
Hinterm Mond gleich links (3rd Rock from the Sun)
Jane Curtin, Joseph Gordon-Levitt, Kristen Johnston, Simbi Khali, Wayne Knight, John Lithgow, French Stewart und Elmarie Wendel
Ally McBeal
Gil Bellows, Lisa Nicole Carson, Calista Flockhart, Greg Germann, Jane Krakowski und Courtney Thorne-Smith
Frasier
Dan Butler, Peri Gilpin, Kelsey Grammer, Jane Leeves, John Mahoney und David Hyde Pierce
Verrückt nach dir (Mad About You)
Robin Bartlett, Cynthia Harris, Helen Hunt, Leila Kenzle, John Pankow, Paul Reiser und Louis Zorich
1999
Ally McBeal

Gil Bellows, Lisa Nicole Carson, Portia de Rossi, Calista Flockhart, Greg Germann, Jane Krakowski, Lucy Liu, Peter MacNicol, Vonda Shepard und Courtney Thorne-Smith
Hinterm Mond gleich links (3rd Rock from the Sun)
Jane Curtin, Joseph Gordon-Levitt, Kristen Johnston, Simbi Khali, Wayne Knight, John Lithgow, French Stewart und Elmarie Wendel
Alle lieben Raymond (Everybody Loves Raymond)
Peter Boyle, Brad Garrett, Patricia Heaton, Doris Roberts, Ray Romano und Madylin Sweeten
Frasier
Peri Gilpin, Kelsey Grammer, Jane Leeves, John Mahoney und David Hyde Pierce
Friends
Jennifer Aniston, Courteney Cox, Lisa Kudrow, Matt LeBlanc, Matthew Perry und David Schwimmer
2000
Frasier

Peri Gilpin, Kelsey Grammer, Jane Leeves, John Mahoney und David Hyde Pierce
Ally McBeal
Gil Bellows, Lisa Nicole Carson, Portia de Rossi, Calista Flockhart, Greg Germann, Jane Krakowski, Lucy Liu, Peter MacNicol, Vonda Shepard und Courtney Thorne-Smith
Alle lieben Raymond (Everybody Loves Raymond)
Peter Boyle, Brad Garrett, Patricia Heaton, Doris Roberts, Ray Romano und Madylin Sweeten
Friends
Jennifer Aniston, Courteney Cox, Lisa Kudrow, Matt LeBlanc, Matthew Perry und David Schwimmer
Sports Night
Josh Charles, Robert Guillaume, Felicity Huffman, Peter Krause, Sabrina Lloyd und Joshua Malina

### 2001–2010
2001
Will & Grace

Sean Hayes, Eric McCormack, Debra Messing und Megan Mullally
Ally McBeal
Lisa Nicole Carson, Portia de Rossi, Robert Downey Jr., Calista Flockhart, Greg Germann, Jane Krakowski, James LeGros, Lucy Liu, Peter MacNicol und Vonda Shepard
Frasier
Peri Gilpin, Kelsey Grammer, Jane Leeves, John Mahoney und David Hyde Pierce
Friends
Jennifer Aniston, Courteney Cox, Lisa Kudrow, Matt LeBlanc, Matthew Perry und David Schwimmer
Sex and the City
Kim Cattrall, Kristin Davis, Cynthia Nixon und Sarah Jessica Parker
2002
Sex and the City

Kim Cattrall, Kristin Davis, Cynthia Nixon und Sarah Jessica Parker
Alle lieben Raymond (Everybody Loves Raymond)
Peter Boyle, Brad Garrett, Patricia Heaton, Doris Roberts, Ray Romano und Madylin Sweeten
Frasier
Peri Gilpin, Kelsey Grammer, Jane Leeves, John Mahoney und David Hyde Pierce
Friends
Jennifer Aniston, Courteney Cox, Lisa Kudrow, Matt LeBlanc, Matthew Perry und David Schwimmer
Will & Grace
Sean Hayes, Eric McCormack, Debra Messing, Shelley Morrison und Megan Mullally
2003
Alle lieben Raymond (Everybody Loves Raymond)

Peter Boyle, Brad Garrett, Patricia Heaton, Doris Roberts, Ray Romano und Madylin Sweeten
Frasier
Peri Gilpin, Kelsey Grammer, Jane Leeves, John Mahoney und David Hyde Pierce
Friends
Jennifer Aniston, Courteney Cox, Lisa Kudrow, Matt LeBlanc, Matthew Perry und David Schwimmer
Sex and the City
Kim Cattrall, Kristin Davis, Cynthia Nixon und Sarah Jessica Parker
Will & Grace
Sean Hayes, Eric McCormack, Debra Messing und Megan Mullally
2004
Sex and the City

Kim Cattrall, Kristin Davis, Cynthia Nixon und Sarah Jessica Parker
Alle lieben Raymond (Everybody Loves Raymond)
Peter Boyle, Brad Garrett, Patricia Heaton, Doris Roberts, Ray Romano und Madylin Sweeten
Frasier
Peri Gilpin, Kelsey Grammer, Jane Leeves, John Mahoney und David Hyde Pierce
Friends
Jennifer Aniston, Courteney Cox, Lisa Kudrow, Matt LeBlanc, Matthew Perry und David Schwimmer
Will & Grace
Sean Hayes, Eric McCormack, Debra Messing und Megan Mullally
2005
Desperate Housewives

Andrea Bowen, Ricardo Chavira, Marcia Cross, Steven Culp, James Denton, Teri Hatcher, Felicity Huffman, Cody Kasch, Eva Longoria, Jesse Metcalfe, Mark Moses, Nicollette Sheridan und Brenda Strong
Arrested Development
Will Arnett, Jason Bateman, Michael Cera, David Cross, Portia de Rossi, Tony Hale, Alia Shawkat, Jeffrey Tambor und Jessica Walter
Alle lieben Raymond (Everybody Loves Raymond)
Peter Boyle, Brad Garrett, Patricia Heaton, Monica Horan, Doris Roberts, Ray Romano und Madylin Sweeten
Sex and the City
Kim Cattrall, Kristin Davis, Cynthia Nixon und Sarah Jessica Parker
Will & Grace
Sean Hayes, Eric McCormack, Debra Messing und Megan Mullally
2006
Desperate Housewives

Roger Bart, Andrea Bowen, Mehcad Brooks, Ricardo Chavira, Marcia Cross, Steven Culp, James Denton, Teri Hatcher, Felicity Huffman, Brent und Shane Kinsman, Eva Longoria, Mark Moses, Doug Savant, Nicollette Sheridan, Brenda Strong und Alfre Woodard
Arrested Development
Will Arnett, Jason Bateman, Michael Cera, David Cross, Portia de Rossi, Tony Hale, Alia Shawkat, Jeffrey Tambor und Jessica Walter
Boston Legal
René Auberjonois, Ryan Michelle Bathé, Candice Bergen, Julie Bowen, Justin Mentell, Rhona Mitra, Monica Potter, William Shatner, James Spader und Mark Valley
Lass es, Larry! (Curb Your Enthusiasm)
Shelley Berman, Larry David, Susie Essman, Jeff Garlin, Cheryl Hines und Richard Lewis
Alle lieben Raymond (Everybody Loves Raymond)
Peter Boyle, Brad Garrett, Patricia Heaton, Monica Horan, Doris Roberts, Ray Romano und Madylin Sweeten
My Name Is Earl
Jason Lee, Jaime Pressly, Eddie Steeples, Ethan Suplee und Nadine Velazquez
2007
The Office

Leslie David Baker, Brian Baumgartner, Steve Carell, David Denman, Jenna Fischer, Kate Flannery, Melora Hardin, Mindy Kaling, Angela Kinsey, John Krasinski, Paul Lieberstein, B. J. Novak, Oscar Nuñez, Phyllis Smith und Rainn Wilson
Desperate Housewives
Andrea Bowen, Mehcad Brooks, Richard Burgi, Ricardo Chavira, Marcia Cross, James Denton, Teri Hatcher, Josh Henderson, Zane Huett, Felicity Huffman, Kathryn Joosten, NaShawn Kearse, Brent und Shane Kinsman, Joy Lauren, Eva Longoria, Kyle MacLachlan, Laurie Metcalf, Shawn Pyfrom, Doug Savant, Dougray Scott, Nicollette Sheridan, Brenda Strong, Kiersten Warren und Alfre Woodard
Entourage
Kevin Connolly, Kevin Dillon, Jerry Ferrara, Adrian Grenier, Rex Lee, Debi Mazar, Jeremy Piven und Perrey Reeves
Ugly Betty
Alan Dale, America Ferrera, Mark Indelicato, Ashley Jensen, Eric Mabius, Becki Newton, Ana Ortiz, Tony Plana, Kevin Sussman, Michael Urie und Vanessa Lynn Williams
Weeds – Kleine Deals unter Nachbarn (Weeds)
Martin Donovan, Alexander Gould, Allie Grant, Indigo, Justin Kirk, Romany Malco, Andy Milder, Kevin Nealon, Maulik Pancholy, Mary-Louise Parker, Hunter Parrish, Tonye Patano, Elizabeth Perkins und Eden Sher
2008
The Office

Leslie David Baker, Brian Baumgartner, Creed Bratton, Steve Carell, Jenna Fischer, Kate Flannery, Melora Hardin, Ed Helms, Mindy Kaling, Angela Kinsey, John Krasinski, Paul Lieberstein, B. J. Novak, Oscar Nuñez, Phyllis Smith und Rainn Wilson
30 Rock
Scott Adsit, Alec Baldwin, Katrina Bowden, Kevin Brown, Grizz Chapman, Tina Fey, Judah Friedlander, Jane Krakowski, Jack McBrayer, Tracy Morgan, Maulik Pancholy, Keith Powell und Lonny Ross
Desperate Housewives
Andrea Bowen, Ricardo Chavira, Marcia Cross, Dana Delany, James Denton, Nathan Fillion, Lyndsy Fonseca, Rachel G. Fox, Teri Hatcher, Zane Huett, Felicity Huffman, Kathryn Joosten, Brent und Shane Kinsman, Joy Lauren, Eva Longoria, Kyle MacLachlan, Shawn Pyfrom, Doug Savant, Dougray Scott, Nicollette Sheridan, John Slattery und Brenda Strong
Entourage
Rhys Coiro, Kevin Connolly, Kevin Dillon, Jerry Ferrara, Adrian Grenier, Rex Lee, Jeremy Piven und Perrey Reeves
Ugly Betty
Alan Dale, America Ferrera, Christopher Gorham, Mark Indelicato, Ashley Jensen, Judith Light, Eric Mabius, Becki Newton, Ana Ortiz, Tony Plana, Rebecca Romijn, Michael Urie und Vanessa Lynn Williams
2009
30 Rock

Scott Adsit, Alec Baldwin, Katrina Bowden, Kevin Brown, Grizz Chapman, Tina Fey, Judah Friedlander, Jane Krakowski, John Lutz, Jack McBrayer, Tracy Morgan, Maulik Pancholy und Keith Powell
Desperate Housewives
Kendall Applegate, Andrea Bowen, Charlie Carver, Max Carver, Ricardo Chavira, Gary Cole, Marcia Cross, Dana Delany, James Denton, Lyndsy Fonseca, Rachel G. Fox, Teri Hatcher, Zane Huett, Felicity Huffman, Kathryn Joosten, Brent und Shane Kinsman, Joy Lauren, Eva Longoria, Kyle MacLachlan, Neal McDonough, Joshua Logan Moore, Shawn Pyfrom, Doug Savant, Nicollette Sheridan und Brenda Strong
Entourage
Kevin Connolly, Kevin Dillon, Jerry Ferrara, Adrian Grenier, Rex Lee, Jeremy Piven und Perrey Reeves
The Office
Leslie David Baker, Brian Baumgartner, Creed Bratton, Steve Carell, Jenna Fischer, Kate Flannery, Melora Hardin, Ed Helms, Mindy Kaling, Angela Kinsey, John Krasinski, Paul Lieberstein, B. J. Novak, Oscar Nuñez, Craig Robinson, Phyllis Smith und Rainn Wilson
Weeds – Kleine Deals unter Nachbarn (Weeds)
Demián Bichir, Julie Bowen, Enrique Castillo, Guillermo Díaz, Alexander Gould, Allie Grant, Justin Kirk, Hemky Madera, Andy Milder, Kevin Nealon, Mary-Louise Parker, Hunter Parrish, Elizabeth Perkins und Jack Stehlin
2010
Glee

Dianna Agron, Chris Colfer, Patrick Gallagher, Jessalyn Gilsig, Jane Lynch, Jayma Mays, Kevin McHale, Lea Michele, Cory Monteith, Heather Morris, Matthew Morrison, Amber Riley, Naya Rivera, Mark Salling, Harry Shum junior, Josh Sussman, Dijon Talton, Iqbal Theba und Jenna Ushkowitz
30 Rock
Scott Adsit, Alec Baldwin, Katrina Bowden, Kevin Brown, Grizz Chapman, Tina Fey, Judah Friedlander, Jane Krakowski, John Lutz, Jack McBrayer, Tracy Morgan und Keith Powell
Lass es, Larry! (Curb Your Enthusiasm)
Larry David, Susie Essman, Jeff Garlin und Cheryl Hines
Modern Family
Julie Bowen, Ty Burrell, Jesse Tyler Ferguson, Nolan Gould, Sarah Hyland, Ed O’Neill, Rico Rodriguez, Eric Stonestreet, Sofía Vergara und Ariel Winter
The Office
Leslie David Baker, Brian Baumgartner, Creed Bratton, Steve Carell, Jenna Fischer, Kate Flannery, Ed Helms, Mindy Kaling, Ellie Kemper, Angela Kinsey, John Krasinski, Paul Lieberstein, B. J. Novak, Oscar Nuñez, Craig Robinson, Phyllis Smith und Rainn Wilson

### 2011–2020
2011
Modern Family

Julie Bowen, Ty Burrell, Jesse Tyler Ferguson, Nolan Gould, Sarah Hyland, Ed O’Neill, Rico Rodriguez, Eric Stonestreet, Sofía Vergara und Ariel Winter
30 Rock
Scott Adsit, Alec Baldwin, Katrina Bowden, Kevin Brown, Grizz Chapman, Tina Fey, Judah Friedlander, Jane Krakowski, John Lutz, Jack McBrayer, Tracy Morgan, Maulik Pancholy und Keith Powell
Glee
Max Adler, Dianna Agron, Chris Colfer, Jane Lynch, Jayma Mays, Kevin McHale, Lea Michele, Cory Monteith, Heather Morris, Matthew Morrison, Mike O’Malley, Chord Overstreet, Amber Riley, Naya Rivera, Mark Salling, Harry Shum junior, Iqbal Theba und Jenna Ushkowitz
Hot in Cleveland
Valerie Bertinelli, Jane Leeves, Wendie Malick und Betty White
The Office
Leslie David Baker, Brian Baumgartner, Creed Bratton, Steve Carell, Jenna Fischer, Kate Flannery, Ed Helms, Mindy Kaling, Ellie Kemper, Angela Kinsey, John Krasinski, Paul Lieberstein, B. J. Novak, Oscar Nuñez, Craig Robinson, Phyllis Smith, Rainn Wilson und Zach Woods
2012
Modern Family

Aubrey Anderson-Emmons, Julie Bowen, Ty Burrell, Jesse Tyler Ferguson, Nolan Gould, Sarah Hyland, Ed O’Neill, Rico Rodriguez, Eric Stonestreet, Sofía Vergara und Ariel Winter
30 Rock
Scott Adsit, Alec Baldwin, Katrina Bowden, Kevin Brown, Grizz Chapman, Tina Fey, Judah Friedlander, Jane Krakowski, John Lutz, Jack McBrayer, Tracy Morgan und Keith Powell
The Big Bang Theory
Mayim Bialik, Kaley Cuoco, Johnny Galecki, Simon Helberg, Kunal Nayyar, Jim Parsons und Melissa Rauch
Glee
Dianna Agron, Chris Colfer, Darren Criss, Ashley Fink, Dot Jones, Jane Lynch, Jayma Mays, Kevin McHale, Lea Michele, Cory Monteith, Heather Morris, Matthew Morrison, Mike O’Malley, Chord Overstreet, Lauren Potter, Amber Riley, Naya Rivera, Mark Salling, Harry Shum junior, Iqbal Theba und Jenna Ushkowitz
The Office
Leslie David Baker, Brian Baumgartner, Creed Bratton, Steve Carell, Jenna Fischer, Kate Flannery, Ed Helms, Mindy Kaling, Ellie Kemper, Angela Kinsey, John Krasinski, Paul Lieberstein, B. J. Novak, Oscar Nuñez, Craig Robinson, Phyllis Smith, James Spader, Rainn Wilson und Zach Woods
2013
Modern Family

Aubrey Anderson-Emmons, Julie Bowen, Ty Burrell, Jesse Tyler Ferguson, Nolan Gould, Sarah Hyland, Ed O’Neill, Rico Rodriguez, Eric Stonestreet, Sofía Vergara und Ariel Winter
30 Rock
Scott Adsit, Alec Baldwin, Tina Fey, Judah Friedlander, Jane Krakowski, Jack McBrayer, Tracy Morgan und Keith Powell
The Big Bang Theory
Mayim Bialik, Kaley Cuoco, Johnny Galecki, Simon Helberg, Kunal Nayyar, Jim Parsons und Melissa Rauch
Glee
Dianna Agron, Chris Colfer, Darren Criss, Samuel Larsen, Vanessa Lengies, Jane Lynch, Jayma Mays, Kevin McHale, Lea Michele, Cory Monteith, Heather Morris, Matthew Morrison, Alex Newell, Chord Overstreet, Amber Riley, Naya Rivera, Mark Salling, Harry Shum junior und Jenna Ushkowitz
Nurse Jackie
Mackenzie Aladjem, Eve Best, Bobby Cannavale, Jake Cannavale, Peter Facinelli, Edie Falco, Dominic Fumusa, Arjun Gupta, Lenny Jacobson, Ruby Jerins, Paul Schulze, Anna Deavere Smith, Stephen Wallem und Merritt Wever
The Office
Leslie David Baker, Brian Baumgartner, Creed Bratton, Clark Duke, Jenna Fischer, Kate Flannery, Ed Helms, Mindy Kaling, Ellie Kemper, Angela Kinsey, John Krasinski, Jake Lacy, Paul Lieberstein, B. J. Novak, Oscar Nuñez, Craig Robinson, Phyllis Smith, Catherine Tate und Rainn Wilson
2014
Modern Family

Aubrey Anderson-Emmons, Julie Bowen, Ty Burrell, Jesse Tyler Ferguson, Nolan Gould, Sarah Hyland, Ed O’Neill, Rico Rodriguez, Eric Stonestreet, Sofía Vergara und Ariel Winter
30 Rock
Scott Adsit, Alec Baldwin, Katrina Bowden, Kevin Brown, Grizz Chapman, Tina Fey, Judah Friedlander, Jane Krakowski, John Lutz, James Marsden, Jack McBrayer, Tracy Morgan und Keith Powell
Arrested Development
Will Arnett, Jason Bateman, John Beard, Michael Cera, David Cross, Portia de Rossi, Isla Fisher, Tony Hale, Ron Howard, Liza Minnelli, Alia Shawkat, Jeffrey Tambor, Jessica Walter und Henry Winkler
The Big Bang Theory
Mayim Bialik, Kaley Cuoco, Johnny Galecki, Simon Helberg, Kunal Nayyar, Jim Parsons und Melissa Rauch
Veep – Die Vizepräsidentin (Veep)
Sufe Bradshaw, Anna Chlumsky, Gary Cole, Kevin Dunn, Tony Hale, Julia Louis-Dreyfus, Reid Scott, Timothy Simons und Matt Walsh
2015
Orange Is the New Black

Uzo Aduba, Jason Biggs, Danielle Brooks, Laverne Cox, Jackie Cruz, Catherine Curtin, Lea DeLaria, Beth Fowler, Yvette Freeman, Germar Terrell Gardner, Kimiko Glenn, Annie Golden, Diane Guerrero, Michael J. Harney, Vicky Jeudy, Julie Lake, Lauren Lapkus, Selenis Leyva, Natasha Lyonne, Taryn Manning, Joel Marsh Garland, Matt McGorry, Adrienne C. Moore, Kate Mulgrew, Emma Myles, Jessica Pimentel, Dascha Polanco, Alysia Reiner, Judith Roberts, Elizabeth Rodriguez, Barbara Rosenblat, Nick Sandow, Abigail Savage, Taylor Schilling, Constance Shulman, Dale Soules, Yael Stone, Lorraine Toussaint, Lin Tucci und Samira Wiley
The Big Bang Theory
Mayim Bialik, Kaley Cuoco, Johnny Galecki, Simon Helberg, Kunal Nayyar, Jim Parsons und Melissa Rauch
Brooklyn Nine-Nine
Stephanie Beatriz, Dirk Blocker, Andre Braugher, Terry Crews, Melissa Fumero, Joe Lo Truglio, Joel McKinnon Miller, Chelsea Peretti und Andy Samberg
Modern Family
Aubrey Anderson-Emmons, Julie Bowen, Ty Burrell, Jesse Tyler Ferguson, Nolan Gould, Sarah Hyland, Ed O’Neill, Rico Rodriguez, Eric Stonestreet, Sofía Vergara und Ariel Winter
Veep – Die Vizepräsidentin (Veep)
Sufe Bradshaw, Anna Chlumsky, Gary Cole, Kevin Dunn, Tony Hale, Julia Louis-Dreyfus, Reid Scott, Timothy Simons und Matt Walsh
2016
Orange Is the New Black

Uzo Aduba, Mike Birbiglia, Marsha Stephanie Blake, Danielle Brooks, Laverne Cox, Jackie Cruz, Catherine Curtin, Lea DeLaria, Beth Fowler, Kimiko Glenn, Annie Golden, Diane Guerrero, Michael J. Harney, Vicky Jeudy, Selenis Leyva, Taryn Manning, Joel Marsh Garland, Adrienne C. Moore, Kate Mulgrew, Emma Myles, Matt Peters, Lori Petty, Jessica Pimentel, Dascha Polanco, Laura Prepon, Elizabeth Rodriguez, Ruby Rose, Nick Sandow, Abigail Savage, Taylor Schilling, Constance Shulman, Dale Soules, Yael Stone und Samira Wiley
The Big Bang Theory
Mayim Bialik, Kaley Cuoco, Johnny Galecki, Simon Helberg, Kunal Nayyar, Jim Parsons und Melissa Rauch
Key & Peele
Keegan-Michael Key und Jordan Peele
Modern Family
Aubrey Anderson-Emmons, Julie Bowen, Ty Burrell, Jesse Tyler Ferguson, Nolan Gould, Sarah Hyland, Ed O’Neill, Rico Rodriguez, Eric Stonestreet, Sofía Vergara und Ariel Winter
Transparent
Alexandra Billings, Carrie Brownstein, Jay Duplass, Kathryn Hahn, Gaby Hoffmann, Cherry Jones, Amy Landecker, Judith Light, Hari Nef, Emily Robinson und Jeffrey Tambor
Veep – Die Vizepräsidentin (Veep)
Diedrich Bader, Sufe Bradshaw, Anna Chlumsky, Gary Cole, Kevin Dunn, Tony Hale, Hugh Laurie, Julia Louis-Dreyfus, Phil Reeves, Sam Richardson, Reid Scott, Timothy Simons, Sarah Sutherland und Matt Walsh
2017
Orange Is the New Black

Uzo Aduba, Alan Aisenberg, Danielle Brooks, Blair Brown, Jackie Cruz, Lea DeLaria, Beth Dover, Kimiko Glenn, Annie Golden, Laura Gómez, Diane Guerrero, Michael J. Harney, Brad William Henke, Vicky Jeudy, Julie Lake, Selenis Leyva, Natasha Lyonne, Taryn Manning, James McMenamin, Adrienne C. Moore, Kate Mulgrew, Emma Myles, Matt Peters, Lori Petty, Jessica Pimentel, Dascha Polanco, Laura Prepon, Jolene Purdy, Elizabeth Rodriguez, Nick Sandow, Abigail Savage, Taylor Schilling, Constance Shulman, Dale Soules, Yael Stone, Lin Tucci und Samira Wiley
The Big Bang Theory
Mayim Bialik, Kaley Cuoco, Johnny Galecki, Simon Helberg, Kunal Nayyar, Jim Parsons und Melissa Rauch
Black-ish
Anthony Anderson, Miles Brown, Deon Cole, Laurence Fishburne, Jenifer Lewis, Peter Mackenzie, Marsai Martin, Jeff Meacham, Tracee Ellis Ross, Marcus Scribner und Yara Shahidi
Modern Family
Aubrey Anderson-Emmons, Julie Bowen, Ty Burrell, Jesse Tyler Ferguson, Nolan Gould, Sarah Hyland, Jeremy Maguire, Ed O’Neill, Rico Rodriguez, Eric Stonestreet, Sofía Vergara und Ariel Winter
Veep – Die Vizepräsidentin (Veep)
Dan Bakkedahl, Sufe Bradshaw, Anna Chlumsky, Gary Cole, Kevin Dunn, Clea DuVall, Nelson Franklin, Tony Hale, Hugh Laurie, Julia Louis-Dreyfus, Sam Richardson, Reid Scott, Timothy Simons, John Slattery, Sarah Sutherland, Matt Walsh und Wayne Wilderson
2018
Veep – Die Vizepräsidentin (Veep)

Dan Bakkedahl, Anna Chlumsky, Gary Cole, Margaret Colin, Kevin Dunn, Clea DuVall, Nelson Franklin, Tony Hale, Julia Louis-Dreyfus, Sam Richardson, Paul Scheer, Reid Scott, Timothy Simons, Sarah Sutherland und Matt Walsh
Black-ish
Anthony Anderson, Miles Brown, Deon Cole, Laurence Fishburne, Jenifer Lewis, Peter Mackenzie, Marsai Martin, Jeff Meacham, Tracee Ellis Ross, Marcus Scribner und Yara Shahidi
Lass es, Larry! (Curb Your Enthusiasm)
Ted Danson, Larry David, Susie Essman, Jeff Garlin, Cheryl Hines und J. B. Smoove
GLOW
Britt Baron, Alison Brie, Kimmy Gatewood, Betty Gilpin, Rebekka Johnson, Chris Lowell, Sunita Mani, Marc Maron, Kate Nash, Sydelle Noel, Marianna Palka, Gayle Rankin, Bashir Salahuddin, Rich Sommer, Kia Stevens, Jackie Tohn, Ellen Wong und Britney Young
Orange Is the New Black
Uzo Aduba, Emily Althaus, Danielle Brooks, Rosal Colon, Jackie Cruz, Francesca Curran, Daniella De Jesús, Lea DeLaria, Nick Dillenburg, Asia Kate Dillon, Beth Dover, Kimiko Glenn, Annie Golden, Laura Gómez, Diane Guerrero, Evan Hall, Michael J. Harney, Brad William Henke, Mike Houston, Vicky Jeudy, Kelly Karbacz, Julie Lake, Selenis Leyva, Natasha Lyonne, Taryn Manning, Adrienne C. Moore, Miriam Morales, Kate Mulgrew, Emma Myles, John Palladino, Matt Peters, Jessica Pimentel, Dascha Polanco, Laura Prepon, Jolene Purdy, Elizabeth Rodriguez, Nick Sandow, Abigail Savage, Taylor Schilling, Constance Shulman, Dale Soules, Yael Stone, Emily Tarver, Michael Torpey und Lin Tucci
2019
The Marvelous Mrs. Maisel

Caroline Aaron, Alex Borstein, Rachel Brosnahan, Marin Hinkle, Zachary Levi, Kevin Pollak, Tony Shalhoub, Brian Tarantina und Michael Zegen
Atlanta
Khris Davis, Donald Glover, Brian Tyree Henry und Lakeith Stanfield
Barry
Darrell Britt-Gibson, D’Arcy Carden, Andy Carey, Anthony Carrigan, Rightor Doyle, Glenn Fleshler, Alejandro Furth, Sarah Goldberg, Bill Hader, Kirby Howell-Baptiste, Paula Newsome, John Pirruccello, Stephen Root und Henry Winkler
GLOW
Britt Baron, Shakira Barrera, Alison Brie, Kimmy Gatewood, Betty Gilpin, Rebekka Johnson, Chris Lowell, Sunita Mani, Marc Maron, Kate Nash, Wyatt Nash, Sydelle Noel, Victor Quinaz, Gayle Rankin, Bashir Salahuddin, Kia Stevens, Jackie Tohn, Ellen Wong und Britney Young
The Kominsky Method
Jenna Lyng Adams, Alan Arkin, Sarah Baker, Casey Thomas Brown, Michael Douglas, Ashleigh LaThrop, Emily Osment, Graham Rogers, Susan Sullivan, Melissa Tang und Nancy Travis
2020
The Marvelous Mrs. Maisel

Caroline Aaron, Alex Borstein, Rachel Brosnahan, Marin Hinkle, Stephanie Hsu, Joel Johnstone, Jane Lynch, LeRoy McClain, Kevin Pollak, Tony Shalhoub, Matilda Szydagis, Brian Tarantina (postum) und Michael Zegen
Barry
Nikita Bogolyubov, Darrell Britt-Gibson, D’Arcy Carden, Andy Carey, Anthony Carrigan, Troy Caylak, Rightor Doyle, Patricia Fa’asua, Alejandro Furth, Sarah Goldberg, Nick Gracer, Bill Hader, Kirby Howell-Baptiste, Michael Irby, John Pirruccello, Stephen Root und Henry Winkler
Fleabag
Sian Clifford, Olivia Colman, Brett Gelman, Bill Paterson, Andrew Scott und Phoebe Waller-Bridge
The Kominsky Method
Jenna Lyng Adams, Alan Arkin, Sarah Baker, Casey Thomas Brown, Michael Douglas, Lisa Edelstein, Paul Reiser, Graham Rogers, Jane Seymour, Melissa Tang und Nancy Travis
Schitt’s Creek
Chris Elliott, Emily Hampshire, Daniel Levy, Eugene Levy, Sarah Levy, Dustin Milligan, Annie Murphy, Catherine O’Hara, Noah Reid, Jennifer Robertson und Karen Robinson

### 2021–2030
2021
Schitt’s Creek

Chris Elliott, Emily Hampshire, Daniel Levy, Eugene Levy, Sarah Levy, Annie Murphy, Catherine O’Hara, Noah Reid, Jennifer Robertson und Karen Robinson
Dead to Me
Christina Applegate, Linda Cardellini, Max Jenkins, James Marsden, Sam McCarthy, Natalie Morales, Diana-Maria Riva und Luke Roessler
The Flight Attendant
Kaley Cuoco, Merle Dandridge, Nolan Gerard Funk, Michelle Gomez, Michiel Huisman, Yasha Jackson, Jason Jones, T. R. Knight, Zosia Mamet, Audrey Grace Marshall, Griffin Matthews, Rosie Perez, Terry Serpico und Colin Woodell
The Great
Belinda Bromilow, Sebastian De Souza, Sacha Dhawan, Elle Fanning, Phoebe Fox, Bayo Gbadamosi, Adam Godley, Douglas Hodge, Nicholas Hoult, Louis Hynes, Florence Keith-Roach, Gwilym Lee, Danusia Samal und Charity Wakefield
Ted Lasso
Annette Badland, Phil Dunster, Brett Goldstein, Brendan Hunt, Toheeb Jimoh, James Lance, Nick Mohammed, Jason Sudeikis, Jeremy Swift, Juno Temple und Hannah Waddingham
2022
Ted Lasso

Annette Badland, Kola Bokinni, Phil Dunster, Cristo Fernández, Brett Goldstein, Brendan Hunt, Toheeb Jimoh, Nick Mohammed, Sarah Niles, Jason Sudeikis, Jeremy Swift, Juno Temple und Hannah Waddingham
The Great
Julian Barratt, Belinda Bromilow, Sacha Dhawan, Elle Fanning, Phoebe Fox, Bayo Gbadamosi, Adam Godley, Douglas Hodge, Nicholas Hoult, Florence Keith-Roach, Gwilym Lee und Charity Wakefield
Hacks
Rose Abdoo, Carl Clemons-Hopkins, Paul W. Downs, Hannah Einbinder, Mark Indelicato, Poppy Liu, Christopher McDonald, Jean Smart und Megan Stalter
The Kominsky Method
Jenna Lyng Adams, Sarah Baker, Casey Thomas Brown, Michael Douglas, Lisa Edelstein, Ashleigh LaThrop, Emily Osment, Haley Joel Osment, Paul Reiser, Graham Rogers, Melissa Tang und Kathleen Turner
Only Murders in the Building
Aaron Dominguez, Selena Gomez, Jackie Hoffman, Jayne Houdyshell, Steve Martin, Amy Ryan und Martin Short
2023
Abbott Elementary

Quinta Brunson, William Stanford Davis, Janelle James, Chris Perfetti, Sheryl Lee Ralph, Lisa Ann Walter und Tyler James Williams
Barry
Sarah Burns, D’Arcy Carden, Anthony Carrigan, Troy Caylak, Sarah Goldberg, Nick Gracer, Bill Hader, Jessy Hodges, Michael Irby, Gary Kraus, Stephen Root und Henry Winkler
The Bear: King of the Kitchen (The Bear)
Lionel Boyce, Liza Colón-Zayas, Ayo Edebiri, Abby Elliott, Edwin Lee Gibson, Corey Hendrix, Matty Matheson, Ebon Moss-Bachrach und Jeremy Allen White
Hacks
Carl Clemons-Hopkins, Paul W. Downs, Hannah Einbinder, Mark Indelicato, Jean Smart und Megan Stalter
Only Murders in the Building
Michael Cyril Creighton, Cara Delevingne, Selena Gomez, Jayne Houdyshell, Steve Martin, Martin Short und Adina Verson
2024
The Bear: King of the Kitchen (The Bear)

Lionel Boyce, Jose Cervantes Jr., Liza Colón-Zayas, Ayo Edebiri, Abby Elliott, Richard Esteras, Edwin Lee Gibson, Molly Gordon, Corey Hendrix, Matty Matheson, Ebon Moss-Bachrach, Oliver Platt und Jeremy Allen White
Abbott Elementary
Quinta Brunson, William Stanford Davis, Janelle James, Chris Perfetti, Sheryl Lee Ralph, Lisa Ann Walter und Tyler James Williams
Barry
Anthony Carrigan, Sarah Goldberg, Zachary Golinger, Bill Hader, Andre Hyland, Fred Melamed, Charles Parnell, Stephen Root, Tobie Windham, Henry Winkler und Robert Wisdom
Only Murders in the Building
Gerald Caesar, Michael Cyril Creighton, Linda Emond, Selena Gomez, Allison Guinn, Steve Martin, Ashley Park, Don Darryl Rivera, Paul Rudd, Jeremy Shamos, Martin Short, Meryl Streep, Wesley Taylor, Jason Veasey und Jesse Williams
Ted Lasso
Annette Badland, Kola Bokinni, Edyta Budnik, Adam Colborne, Phil Dunster, Cristo Fernández, Kevin Garry, Brett Goldstein, Billy Harris, Anthony Head, Brendan Hunt, Toheeb Jimoh, James Lance, Nick Mohammed, Jason Sudeikis, Jeremy Swift, Juno Temple, Hannah Waddingham, Bronson Webb und Katy Wix
2025
Only Murders in the Building

Michael Cyril Creighton, Zach Galifianakis, Selena Gomez, Richard Kind, Eugene Levy, Eva Longoria, Steve Martin, Kumail Nanjiani, Molly Shannon und Martin Short
Abbott Elementary
Quinta Brunson, William Stanford Davis, Janelle James, Chris Perfetti, Sheryl Lee Ralph, Lisa Ann Walter und Tyler James Williams
The Bear: King of the Kitchen (The Bear)
Lionel Boyce, Liza Colón-Zayas, Ayo Edebiri, Abby Elliott, Edwin Lee Gibson, Corey Hendrix, Matty Matheson, Ebon Moss-Bachrach, Ricky Staffieri und Jeremy Allen White
Hacks
Rose Abdoo, Carl Clemons-Hopkins, Paul W. Downs, Hannah Einbinder, Mark Indelicato, Jean Smart und Megan Stalter
Shrinking
Harrison Ford, Brett Goldstein, Devin Kawaoka, Gavin Lewis, Wendie Malick, Lukita Maxwell, Ted McGinley, Christa Miller, Jason Segel, Rachel Stubington, Luke Tennie, Michael Urie und Jessica Williams